# Adam Kokoszka
Adam Kokoszka, né le 6 octobre 1986 à Andrychów, est un footballeur polonais. Il occupe actuellement le poste de défenseur au Zagłębie Sosnowiec.

## Biographie

### Des débuts à contre-sens en Pologne
Adam Kokoszka fait ses débuts avec le Wisła Cracovie le 4 août 2006, face à l'Arka Gdynia. Il est peu utilisé par son entraîneur, mais est repéré par le sélectionneur de la Pologne, Leo Beenhakker. Le 6 décembre, il dispute son premier match sous le maillot de l'équipe nationale. Face aux Émirats arabes unis à Abou Dabi, la Pologne s'impose cinq buts à deux, et Kokoszka joue toute la rencontre. À partir de cette date, il est sélectionné régulièrement par le Néerlandais, et gagne sa place en club. Embêté par des blessures à répétition en début d'exercice 2007-2008, il revient sur le terrain en décembre, et aide Cracovie à remporter le titre de champion en disputant presque entièrement la deuxième partie de saison. Sur la lancée, Leo Beenhakker le retient parmi l'effectif de vingt-trois joueurs appelé à participer à l'Euro 2008, premier championnat d'Europe de l'histoire de la sélection polonaise. Barré par la paire Żewłakow - Bąk, il ne joue que la deuxième mi-temps de la dernière rencontre de la phase de groupes, qui voit la Pologne rentrer à la maison en terminant à la dernière place.

### Part tenter sa chance à Empoli
Le 28 juillet 2008, Kokoszka signe un contrat de cinq ans avec Empoli, tout juste relégué en Série B. Mais à la suite de problèmes de certificat, dus aux différents recours engagés par le Wisła Cracovie auprès de la FIFA, Kokoszka doit attendre avant de débuter officiellement sous ses nouvelles couleurs. En octobre, la fédération donne raison au joueur. Adam Kokoszka dispute son premier match avec Empoli le 28, face à l'US Sassuolo (large victoire quatre à zéro). Dans la lutte à la montée, Kokoszka se montre plutôt à son avantage, et parvient à faire abstraction des conflits qui opposent toujours son ancien club au nouveau. Cinquième à la fin de la saison, le Polonais échoue face à Brescia lors des barrages, et termine sa saison avec vingt-deux matches au compteur. L'année suivante, il joue à peu près le même nombre de matches, mais son club ne termine qu'à la dixième place du classement. Exilé du côté de l'Italie, le Polonais ne connaît presque plus les joies de la sélection, et voit son compteur être bloqué à dix unités. À l'été 2010, il est écarté par le nouvel entraîneur italien Alfredo Aglietti, qui change presque entièrement sa ligne de défense avec les arrivées de Marco Gorzegno, Massimo Gotti et Lino Marzoratti. Kokoszka se retrouve sur le banc ou en équipe réserve, et cherche donc une porte de sortie. Le 28 janvier 2011, il est prêté pour six mois au Polonia Varsovie, qui se réserve le droit de l'acheter définitivement en fin de saison.

## Palmarès
- Champion de Pologne : 2008